# Katie Hartman
Katie Hartman (* 2. September 1988) ist eine US-amerikanische Skirennläuferin. Ihre stärksten Disziplinen sind der Super-G und die Alpine Kombination.

## Biografie
Hartman fuhr im November 2003 ihre ersten FIS-Rennen und kam zwei Monate später zum ersten Mal unter die besten drei. Im März 2005 wurde sie US-amerikanische Juniorenmeisterin im Riesenslalom und im Super-G. Seit der Saison 2004/2005 startet sie auch im Nor-Am Cup, erreichte aber während der ersten Jahre noch keine vorderen Platzierungen. Zweimal nahm sie an Juniorenweltmeisterschaften teil, bei denen ihr bestes Resultat ein 27. Platz im Super-G 2007 war.
Am 12. Dezember 2007 erzielte Hartman als Dritte des Super-Gs von Panorama ihren ersten Podestplatz im Nor-Am Cup, drei Tage später gewann sie ihr erstes FIS-Rennen. Weitere Podestplätze im Nor-Am Cup erzielte sie auch in den nächsten beiden Jahren, womit sie zweimal unter die besten fünf in einer Disziplinenwertung kam und in der Saison 2009/10 den neunten Rang im Gesamtklassement belegte. Der erste Sieg im Nor-Am Cup gelang ihr am 14. Dezember 2010, als sie in Panorama den Super-G gewann. Am 29. Januar 2011 feierte sie bei der Winter-Universiade in Erzurum ebenfalls einen Sieg im Super-G. Zwei Tage später erlitt sie bei einem Sturz in der Super-Kombination der Universiade schwere Knieverletzungen, weshalb sie die Saison vorzeitig beenden musste.
Im folgenden Winter 2011/12 fuhr Hartman in keinem Nor-Am-Rennen unter die besten zehn, erst in der Saison 2012/13 gelangen ihr wieder Top-10-Ergebnisse und Podestplätze. Jedoch ist Hartman nach diesem Winter nicht mehr als Rennläuferin in Erscheinung getreten.

## Erfolge

### Juniorenweltmeisterschaften
- Altenmarkt/Flachau 2007: 27. Super-G, 39. Slalom, 40. Abfahrt
- Formigal 2008: 31. Slalom, 36. Abfahrt

### Nor-Am Cup
- Saison 2006/07: 9. Super-G-Wertung
- Saison 2007/08: 9. Super-Kombinations-Wertung, 10. Super-G-Wertung
- Saison 2008/09: 4. Super-Kombinations-Wertung, 10. Super-G-Wertung
- Saison 2009/10: 9. Gesamtwertung, 5. Super-G-Wertung, 9. Riesenslalomwertung, 9. Super-Kombinations-Wertung
- Saison 2012/13: 6. Gesamtwertung, 4. Abfahrtswertung, 5. Super-G-Wertung

- 12 Podestplätze, davon 1 Sieg:

| Datum             | Ort      | Land   | Disziplin |
| ----------------- | -------- | ------ | --------- |
| 14. Dezember 2010 | Panorama | Kanada | Super-G   |

### Weitere Erfolge
- Goldmedaille im Super-G bei der Winter-Universiade 2011
- US-amerikanische Juniorenmeisterin im Riesenslalom und im Super-G 2005
- 10 Siege in FIS-Rennen